# 阿氏深鰩
阿氏深鰩（學名：Pavoraja alleni），為軟骨魚綱鰩目單鰭鰩科深鰩屬的一種，分布於東印度洋澳洲西北部海域，為特有種，深度304至458公尺，體長可達35公分，棲息在大陸棚軟底質海域，為深海底棲性魚類，屬肉食性，卵生, 生活習性不明。